# Religioni in Ecuador
Il cristianesimo è la religione più diffusa in Ecuador. Secondo il censimento del 2012, i cristiani sono circa il 91% della popolazione e sono in maggioranza cattolici; meno dell'1% della popolazione segue altre religioni e l'8% circa della popolazione non segue alcuna religione. Una stima dell'Association of Religion Data Archives (ARDA) riferita al 2015 dà i cristiani al 95% circa della popolazione, coloro che seguono altre religioni all'1,5% circa della popolazione e coloro che non seguono alcuna religione al 3,5% circa della popolazione.

## Religioni presenti

### Cristianesimo
Secondo il censimento del 2012, i cattolici rappresentano l'80,4% della popolazione che dichiara di seguire una religione, percentuale corrispondente al 74% della popolazione totale. I protestanti rappresentano il 15,7%, della popolazione e sono in maggioranza evangelicali (circa il 10% della popolazione), mentre i cristiani di altre denominazioni rappresentano l'1,3% della popolazione. 
La Chiesa cattolica in Ecuador è presente con 4 sedi metropolitane, 14 diocesi suffraganee, 8 vicariati apostolici e un ordinariato militare. 
Il maggior gruppo protestante in Ecuador è costituito dai pentecostali. Gli altri gruppi protestanti presenti nel Paese sono gli avventisti del settimo giorno, i battisti, i metodisti, gli anglicani (presenti con due diocesi della Chiesa episcopale), i luterani e i presbiteriani. 
La Chiesa ortodossa è presente in Ecuador con la e la Chiesa ortodossa russa e Chiesa ortodossa serba. Gli ortodossi rappresentano circa lo 0,01% della popolazione.
Fra i cristiani di altre denominazioni, in Messico sono presenti i Testimoni di Geova (che rappresentano più dell'1% della popolazione) e la Chiesa di Gesù Cristo dei Santi degli Ultimi Giorni (i Mormoni). 

### Altre religioni
Tra le religioni non cristiane, in Ecuador sono presenti l'ebraismo, il buddhismo e il bahaismo. Vi sono anche piccoli gruppi di seguaci dell'islam, della religione tradizionale cinese e dei nuovi movimenti religiosi.